# Guy Hamilton
Guy Hamilton (Párizs, Franciaország, 1922. szeptember 16. – Mallorca, Spanyolország, 2016. április 20.) brit filmrendező, négy James Bond-filmet rendezett.

## Élete
Hamilton Párizsban született, de a szülei angolok voltak. 1938-ban helyezkedett el a filmes világban, Nizzában csapót kezelő emberként. Második világháború kitörése után Hamilton Londonba költözött, ahol eleinte egy filmes könyvtárba dolgozott, majd csatlakozott a Brit Királyi Haditengerészethez. 1952-től rendezőként tevékenykedett.  
Hamilton kétszer nősült, első felesége Naomi Chance angol, második felesége Kerima francia színésznő volt. Hamilton 2016-ban halt meg, mallorca-i otthonában.

## Filmográfia

### James Bond filmek
- Goldfinger (1964)
- Gyémántok az örökkévalóságnak (1971)
- Élni és halni hagyni (1973)
- Az aranypisztolyos férfi (1974)

### Egyéb filmek
- The Ringer (1952)
- The Intruder (1953)
- Váratlan vendég (1954)
- The Colditz Story (1955)
- Charley Moon (1956)
- Manuela (1957)
- A Touch of Larceny (1959)
- The Devil’s Disciple (1959)
- The Best of Enemies (1962)
- Man in the Middle (1963)
- The Party’s Over (1965)
- Temetés Berlinben (1966)
- Az angliai csata (1969)
- Navarone ágyúi 2. – Az új különítmény (1978)
- A kristálytükör meghasadt (1980)
- Nyaraló gyilkosok (1982)
- Fegyvertelen, de veszélyes (1985)
- Most próbáljuk meg ezt! (1989)

## Fordítás
- Ez a szócikk részben vagy egészben  a   Guy Hamilton című angol Wikipédia-szócikk fordításán alapul.  Az eredeti cikk szerkesztőit annak laptörténete sorolja fel. Ez a jelzés csupán a megfogalmazás eredetét és a szerzői jogokat jelzi, nem szolgál a cikkben szereplő információk forrásmegjelöléseként.